# Воробьёв, Геннадий Иванович
Генна́дий Ива́нович Воробьёв (1938—2010) — советский и российский хирург, доктор медицинских наук (1982), профессор, академик Российской академии медицинских наук (2000).

## Биография
Окончил лечебный факультет 2-го ММИ в 1961 году.
Директор Государственного научного центра колопроктологии (1988—2010), заведующий кафедрой колопроктологии Российской медицинской академии последипломного образования (1990—2010), главный редактор научно-медицинского журнала «Колопроктология», член редколлегии журналов «Хирургия. Журнал им. Н. И. Пирогова», «Анналы хирургии», «Российский онкологический журнал», «Российский журнал гастроэнтерологии, гепатологии, колопроктологии», лауреат Государственной премии РСФСР в области науки и техники, Заслуженный деятель науки Российской Федерации.
Похоронен на Новолужинском кладбище в Химках.

## Научные труды
- Мегаколон у взрослых. — М., 1986 (в соавт.)
- Клиническая оперативная колопроктология. — М., 1994 (в соавт.)
- Ангиодисплазии кишечника. — М., 2001 (в соавт.)
- Геморрой. — М., 2002 (в соавт.)
- Болезнь Гиршпрунга у взрослых. Практическое руководство. — М., 2009 (в соавт.).